# Robert Plant
Robert Anthony Plant, född 20 augusti 1948 i West Bromwich, West Midlands, är en brittisk rocksångare, munspelare och låtskrivare. Plant är mycket inspirerad av amerikanska bluessångare så som Robert Johnson, Willie Dixon och Howlin' Wolf. Han hämtar också inspiration från brittisk folkmusik, keltisk musik och nordafrikansk musik.
Robert Plant var sångare i rockbandet Led Zeppelin mellan 1968 och 1980, samt därefter under några tillfälliga återföreningar. Det var gitarristen Jimmy Page som upptäckte honom när han sjöng blues och gav honom en plats i bandet. Robert Plant rekommenderade också John Bonham, med vilken han spelat i bandet Band of Joy, som kom att bli bandets trummis. Under 1970-talet kom Plant med Led Zeppelin att bli en av rockmusikens stora ikoner. Tillsammans med Page skrev han också flera av bandets mest kända låtar, däribland "Stairway to Heaven"
Efter att Led Zeppelin upplösts till följd av John Bonhams död 1980 påbörjade Plant en framgångsrik solokarriär. Under 1980-talet hade han hits som "Big Log", "Little By Little" och "Tall Cool One". Han spelade ett tag också med gruppen The Honeydrippers, vilken han bildade 1981 och som släppte EP:n The Honeydrippers: Volume One 1984. Under 1990-talet bildade han med Jimmy Page duon Page & Plant, vilken gav ut två album. 2002-2007 spelade han med gruppen Strange Sensation. 2007 gav han ut albumet Raising Sand tillsammans med countrysångerskan Alison Krauss. Åren 2010-2011 spelade han tillsammans med Band of Joy, en nybildad grupp, men döpt efter den första grupp han spelade med under 1960-talet. Ett nytt studioalbum med samma namn utkom också 2010. Sedan 2012 uppträder han med gruppen The Sensational Space Shifters, vilket i mångt och mycket består av samma musiker som Strange Sensation. Med denna grupp har han även spelat in två studioalbum. Under konsert spelar de både låtar från Led Zeppelin-tiden och från Robert Plants tidiga solokarriär, samt nyare låtar.
Plant är kanske den av de tre överlevande medlemmarna från Led Zeppelin som varit minst intresserad av att återförena gruppen. Efter att ha uppträtt med Led Zeppelin 2007 vid specialkonserten till Ahmet Ertegüns minne sade sig Plant vara till freds med spelningen och uteslöt inte att det kunde bli fler gånger. Han tackade dock nej till ett erbjudande på 100.000£ för att turnera med gruppen och sade sig vara mer intresserad av att utforska nya musikaliska projekt. Jimmy Page har velat turnera som Led Zeppelin, men enligt honom är det upp till Plant om något ska bli av då han och basisten John Paul Jones inte har något emot det. Plant har däremot sagt att han kunnat tänka sig att spela in musik med Page igen, men inte som Led Zeppelin.
Plant är tenor/alt och har ett röstomfång som sträcker ungefär från c till B♭⁴. Hans lägsta ton kan höras i låten "Calling To You", och hans högsta är från en liveversion av låten "How Many More Times" i Gonzaga universitet år 1968.

## Artistsamarbeten
- Alison Krauss
- T Bone Burnett
- Mike Seeger.

## Diskografi, solo

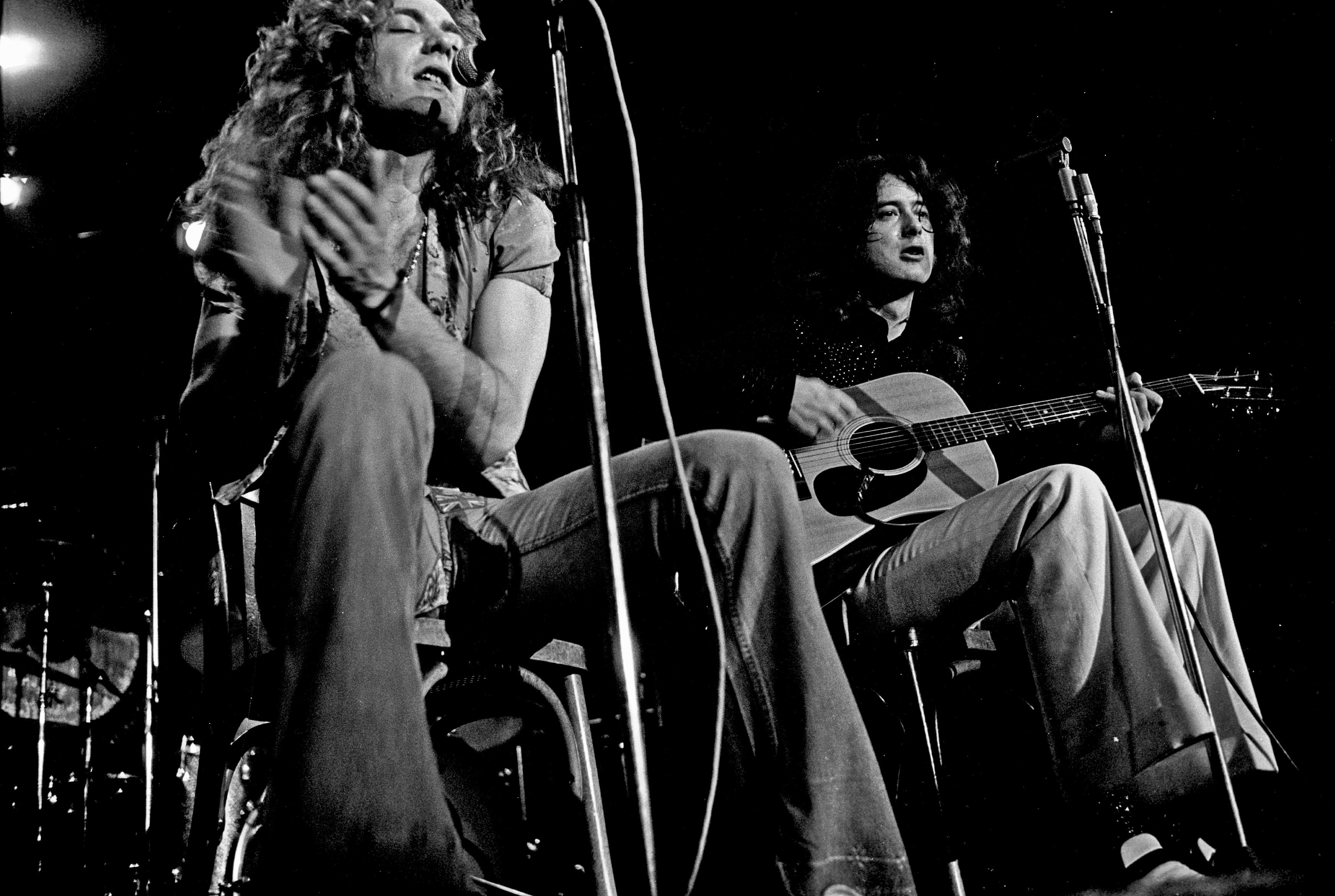
Robert Plant och Jimmy Page under ett akustiskt uppträdande i Hamburg 1973.

Robert Plants logga till albumet Led Zeppelin IV.

Album
- 1982 – Pictures at Eleven
- 1983 – The Principle of Moments
- 1985 – Shaken 'n' Stirred
- 1988 – Now and Zen
- 1990 – Manic Nirvana
- 1993 – Fate of Nations
- 2002 – Dreamland
- 2003 – Sixty Six to Timbuktu (samling)
- 2005 – Mighty Rearranger
- 2006 – Nine Lives (samling)
- 2007 – Raising Sand (med Alison Krauss)
- 2010 – Band of Joy
- 2014 – Lullaby and... The Ceaseless Roar (med The Sensational Space Shifters)
- 2017 – Carry Fire (med The Sensational Space Shifters)

Se också diskografi för Led Zeppelin och Page and Plant